# سويفت أند كومباني
سويفت أند كومباني هي شركة أمريكية فرعية مملوكة بالكامل لفريبوي (السوق البرازيلي للضمانات والسلع والأوراق المالية الآجلة)،هي من أكبر الشركات في معالجت لحوم البقر الطازجة ولحم الخنزير، بلغت المبيعات الثانوية من 2007 حوالي 10 مليارات دولار. وهي أيضا أكبر معالج لحوم البقر في أستراليا.
ويستند سريع أند كومباني في جريلي بولاية كولورادو. منافسيها تشمل كارجيل، أغذية سميثفيلد، وتايسون فودز. في عام 2007، تم الحصول عليها بواسطة S.A. فريبوي البرازيلية.

## تاريخ

### شركة سويفت أند كومباني
يمكن إرجاع عمليات فريبوي USA إلى عام 1855، عندما أسس سويفت البالغ من العمر 16 عامًا عملية ذبح في إيستهام، ماساتشوستس. أصولها المبكرة في كيب كود أدت إلى مواقع برايتون، ماجستير و ألباني (نيويورك) و برايتون، بوسطن، وفي عام 1875 تم تأسيس شركة سويفت أند كومباني في شيكاغو. استحوذت سويفت أند كومباني ودرع وشركة على حصة مسيطرة تبلغ ثلثي الأسهم في فورت وورث ستوكياردز في عام 1902. في نفس العام تم رفع دعوى ضد شركة سويفت أند كومباني ضد الاحتكار لتآمرها مع شركات أخرى للسيطرة على صناعة تعبئة اللحوم. حاولت الشركتان الاندماج لتجنب الدعوى، مما أدى إلى قضية المحكمة العليا عام 1905 «سويفت أند كومباني ضد الولايات المتحدة».
بالإضافة إلى تعليب اللحوم باعت سويفت أند كومباني العديد من منتجات الألبان والبقالة، بما في ذلك سمن نباتي، وزبدة، والجبن تحت العلامات التجارية بروكفيلد وبولي وكهف الكنز وبيتر زبدة الفول السوداني. بدأ سويفت بيع الديوك الرومية المجمدة تحت العلامة التجارية باتربول في عام 1954. كما دافع غوستافوس سويفت عن  عربة سكة حديد مبردة.

### إسمارك وكوناغرا
في الستينيات توسعت سويفت أند كومباني في مجالات أخرى بما في ذلك التأمين والبترول وشكلت الشركة القابضة إسمارك وكوناغرا في عام 1973. بعد ذلك بعامين اشترت إسمارك وكوناغرا الدولية من مِيزولام ريكليس شركة رابيد الأمريكية. إسمارك وكوناغرا قامت للتأمين على الحياة رئيس مجموعة ريان للتأمين في عام 1977.
تركت إسمارك الأعمال البترولية في عام 1980 وبيعت فيكرز للبترول إلى موبيل بينما تم تأسيس شركة سويفت أند كومباني للحوم الطازجة كشركة منفصلة شركة شركة سينا للمشروعات الصناعية (SIPCO) في نفس العام. واصلت سويفت أند كومباني شراء نورتون. في عام 1983 قبل أن تشتريها بياتريس فودز في العام التالي. اشترت كوناغرا 50٪ منشركة سينا للمشروعات الصناعية في عام 1987 والجزء المتبقي في عام 1989 وهو نفس العام الذي اشترت فيه شركة كوناغرا شركة بياتريس فودز. دمجت شركة كوناغرا عمليات شركة سينا للمشروعات الصناعية مع عمليات Monfort لتعليب اللحوم التي اشترتها في عام 1987 وتمت إعادة تسمية القسم باسم سويفت أند كومباني في عام 1995.
في عام 2002، باعت كوناغرا حصة أغلبية في سويفت أند كومباني إلى كابيتال بارتنرز وهي شركة أسهم خاصة مقرها دالاس، وشركة إدارة بوث كريك.  اشترى هيكس وموز ما تبقى من حصة كوناغرا في عام 2004. 

### الشراء بواسطة فريبوي
في 12 يوليو 2007، اشترت فريبوي شركة سويفت أند كومباني في صفقة نقدية بالكامل بقيمة 1.5 مليار دولار. جعل الاستحواذ من مجموعة فريبوي المدمجة حديثًا أكبر معالج لحوم البقر في العالم. قبل الصفقة، كان لدى فريبوي القيمة السوقية 4.2 مليار دولار أمريكي وعائدات المبيعات 2.1 مليار دولار، وتعمل في 23 مصنعًا في البرازيل وخمسة في الأرجنتين.